# (18505) Caravelli
(18505) Caravelli est un astéroïde de la ceinture principale.

## Description
(18505) Caravelli est un astéroïde de la ceinture principale. Il fut découvert le 9 août 1996 à Bologne par l'observatoire San Vittore. Il présente une orbite caractérisée par un demi-grand axe de 2,24 UA, une excentricité de 0,13 et une inclinaison de 4,2° par rapport à l'écliptique.

## Compléments